# ガリーナ・ズブチェンコ
ハリーナ・ズブチェンコ(ウクライナ語: Галина Олександрівна Зубченко; ロシア語: Галина Александровна Зубченко;キエフ, 1929年7月19日 - 2000年8月4日, ) - ウクライナの 画家, 社会運動家, キエフの芸術ユースクラブの創設者の一人(1962) 

## 略歴
ハリーナは1929年、キエフの科学者の家系に生まれた。彼女の父、オレクサネデル・アヴクセニテイヨヴシュ・ズブチェンコ (ウクライナ語: Олександр Авксентійович Зубченко)は農業科学を研究しており、母のハンナ・スクリプチンスカ(ウクライナ語: Ганна Скрипчинська)は, ウクライナ国立科学アカデミー の研究者だった。

### 初期
ハリーナの最初の美術の師は、アーティスト・ボイチュキスタ（芸術家の学校、マイケル・ボイチュカ(ウクライナ語: Михайло Бойчук)の画家）オクリマ・クラヴチェンコ(ウクライナ語: Охрим Кравченко)だった。彼女は、フェジル・クリチェウスキ(ウクライナ語: Федір Кричевський)とマイケル・ボイチュカの生徒であったエリザベタ・ピスコルスカ(ウクライナ語: Єлізавета Піскорська)のアートスタジオで、自身の研究を続けた。ハリーナは1944から1949年まで、シェフチェンコによって命名された共和党の美術学校に通った。そこで彼女はフェジル・クリチェウスキの教え子であったヴォロディミル・ボンダレンコ(ウクライナ語: Володимир Бондаренко)から 美術を学んだ。その後、ハリーナはキエフ州立芸術研究所（the Kiev State Art Institute）にて学び、ウクライナの著名な画家、オレクシイ・ショウクネンコ(ウクライナ語: Олексій Шовкуненко)に師事した。そして、1956年の初め、屋外スケッチの経験を積むためカルパティア山脈（Lemkovschina、ウクライナの領域）を訪れた。
カルパティアは私のインナーワールド、夢が現実として現れた世界です。私は子供の頃から、２つの異なる時代を生きているかのように感じてきました。ひとつは古いキエフ・ルーシの時代、そしてもうひとつは現在です。私はその古い時代に魅了されました。キエフでは残念ながら、それを見つけることができませんでした。しかしこの場所、この山々においては、古い時代の…古いキエフの精神を感じられました。人々の暮らしや慣習、衣服、言葉の中に、私はそれを見出しました
レムコ(ウクライナ語: лемко)ハウスでホリデーパーティー中に行われた研究やスケッチに基づいて、ハリーナは 作品"Arkan"を制作します。

### カルパティア時代

Carpathian evening

1957年、ハリーナは再びカルパティア山脈を訪れた。この時 コソボの近くの村リチカ(ウクライナ語: Річка)に滞在した。
彼女はフツル（フツルフツル -ウクライナの高地）と生活を共にし、 "リチカ村の少女"、 "ヤナギのある風景"、 "楽団無しではお祭りにならない"、 "熊の暮らす山々"など、新しい作品を制作した。
次の年の夏、ハリーナはブルストリヴウ(ウクライナ語: лемко)の村に趣き、彼女が滞在した家の家主や、三人の兄弟、音楽家、主婦のMashaと彼女の子供たちなど、カルパチアの人々の肖像画や風景画を多数制作した 。"ブルストリヴウ(ウクライナ語: Брусторів)の村の少女"、（アメリカ、フィラデルフィアにて個人所蔵）、"花の中の少女"、 "セメン・パリユ(ウクライナ語: Семен Палій)の肖像"、 "教区委員"、  "リトルプリンセス"(オーストラリアにて個人所蔵)、"銀の夕べ"、 "隣人の家"など。 。

### 卒業制作
ハリーナは卒業制作のテーマに、フツルの結婚式を選んだ。"フツルの結婚式"は彼女がカルパティアを三年に渡り旅をした集大成ともいえる絵画である。しかしこの絵は、オリジナルの形で展示されることは適わなかった。キエフ州立芸術研究所は、彼女の構想が"イデオロギー的にふさわしくない"とし、修正を強要した。批判の論調は、美術研究所パシチンコ(ウクライナ語: Пащенко)の所長にも及び、彼は"フツルの結婚式"の保護のために、あらゆる努力をして逃れようとした。これを回避するために、絵画は繰り返しイベントの "適切なイデオロギーのカバレッジ"与えられたために書き直す必要があった。

### 再びカルパティアへ
1959年から1964年の間、彼女はたびたびカルパティアを訪れ、フツルをテーマとした民族的表現を続けた。当時の作品は以下の通りである。スカーフを被った女性を描いた"モイシュチカ(ウクライナ語: Мойсючка)" 、民族衣装をまとった"パラスカの姫(ウクライナ語: Параска-принцеса)" 、民族衣装の彫りの深い"年老いた占い師" 、芸術的な"山の女王" 。そして、様々な男性の肖像画（"家主"、"フツルニコラス(ウクライナ語: Микола)"、 "レギん(ウクライナ語: Легінь)" "ヴァシュタ(ウクライナ語: Васюта)"）や子どもの肖像画（ "兄とヴァシュタ"、 "チチコ(ウクライナ語: Чічко)" ）、風景画（"チェレモシ(ウクライナ語: Черемош)の風景"、"夢のような夕べ"、"ヴェルホヴィナ(ウクライナ語: Верховина)の雲"）があげられる。

### 1960年代のウクライナ文化の復活
1961年レス・タニュク(ウクライナ語: Лесь Танюк)のリーダーシップの下で、創造力豊かな若い人のクラブを結成された。友達と志を同じくする芸術家たちとハリーナ、アラ・ゴルスカ(ウクライナ語: Ала Горська)、ナジャ・スヴィトゥリチナ、ヴイクトル・ザレツキー(ウクライナ語: Віктор Зарецький)、ハリナ・セウルク(ウクライナ語: Галина Севрук)、ルドゥミラ・セミキナ(ウクライナ語: Людмила Семикіна)がこのクラブに参加した。クラブには、ベニアミン・クシニル(ウクライナ語: Веніамін Кушнір)が率いる美術部門を作られる。1964年にアラ・ゴルスカ、オパナス・ザリヴァハ(ウクライナ語: Опанас Заливаха)、ルドゥミラ・セミキナ、ガリナ・セウルクとのコラボレーションで彼女は、キエフ国立大学の赤い建物のロビーのステンドグラスの窓、 "シェフチェンコ。母。"を制作した。  この後に、設立委員会はステンドグラスが大学運営によって破壊されたとして、イデオロギー的なので修復した。1965年に彼女は建築アカデミーの従業員として、学校のドネツクで№5を飾るために依託された。スケッチ上で動作するようにするためにアラ・ホルスカが参加した。作業負荷が大きく、正面中央の組成は130以上平方メートルもの大きさだった。 8辺が10から15平方メートルの大きさをそれぞれ持っていた。それはモザイク、記念碑的芸術の仕事だった。スケッチに取り組んでいる間、彼らはグレゴリ・セニツア(ウクライナ語: Григорій Синиця)と相談した。それから彼はプロジェクトに参加し、その指導者となった。ドネツクでのプロジェクトではグレゴリ・セニツアと彼女を除いて、アラ・ホルスカ, ヴイクトル・ザレツキー, ゲナジイ・マルチェンコ(ウクライナ語: Генадій Марченко), ナジャ・スヴィトゥリチナ, ヴァシリ・パラヒン(ウクライナ語: Василь Парахін)が働いた。

### モニュメンタルアート期間

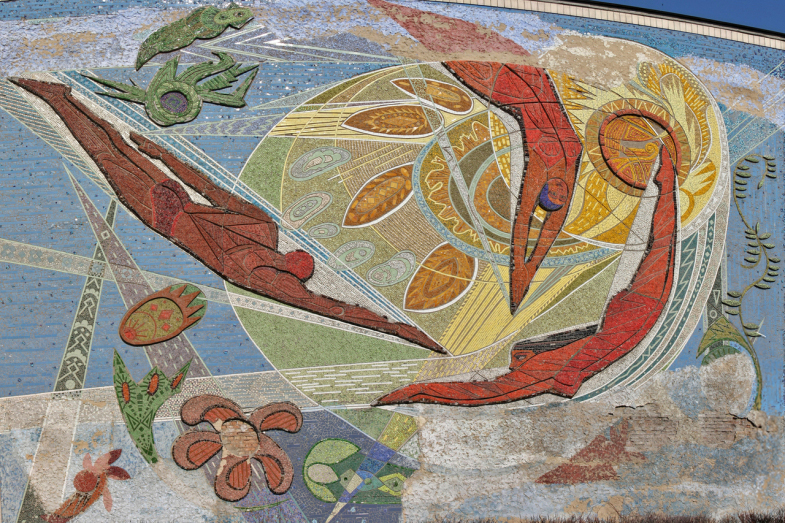
Movement, 1969.
Science Sports Palace in Svyatoshino, Kiev.

1965年にハリーナは、ウクライナのアーティストの連合のメンバーとなった。1967年、彼女は画家のグリゴリ・プリセヂコ(ウクライナ語: Григорій Пришедько)と結婚した。それから彼女は、マリウポリとキエフの建築アンサンブル（特に、ウクライナ科学アカデミーの機関）で夫と一緒に、記念碑などの設計する仕事を10年間行った。1978年の夫の死後、彼女は記念碑などの芸術の作業を続けた。
この間、彼らはブルーミングウクライナ、
ムーブメント（スヴィアトシン、スポーツ宮殿、キエフ  1969）、ビクトリー（がん研究所、キエフ　1971）、現代を鍛冶（原子力研究所、キエフ　1974）、時間のマスターズ（サイバネティックス研究所、キエフ　1975）、サイバネティックスの偉業（サイバネティックス研究所、キエフ　1977）を制作した。
1981年に、ハリーナはステンドグラス 春、夏、秋  を キエフの泌尿器科研究所のために作った。それから彼女はジェレズノヴォツクでサナトリウムドゥブラヴァ(ウクライナ語: Дубрава)ためのモザイクを（ナルタ(ウクライナ語: Нарти)の伝説、テイルズと北コーカサスの伝説、メリー日とスペース救済事業は滝）を制作した。
モザイクのためのすべての存続スケッチや漫画は、2010年にキエフ ”60年代博物館(ウクライナ語: Музей шестидесятництва)”に移された。

### 1980 - 1990年代
1985年に、彼女は久しぶりにカルパティア山脈に戻った。彼女は ロガテニュキヴ(ウクライナ語: Рогатинюків)の農場、ヤロスラアヴア(ウクライナ語: Ярослава)-姫、梨やプラムを耐える、ヤウドハ ・ミトチェル(ウクライナ語: Явдоха Мітчел)などの肖像画を描いた。彼女は1990年代を通して、キリスト教をテーマにして多くの絵画を制作した。それが聖霊の力やポチャイウ(ウクライナ語: Почаїв)の神の母である。彼女はまた、キエフ - ペチェールスカヤ大修道院と中央ウクライナの風景を、ロスは上記の朝ように描いた。
クリミア水彩画のシリーズは、1990年に始まり、97から99までの間に終了した。1999年にウクライナのクロアチア大使館の招待で、クロアチアのザグレブで個展が行なわれた。

### 実績
彼女は、いくつかの国や自治体の展示会に参加し、5回個展を開催した。今日、彼女の作品は、コロムイア(ウクライナ語: Коломия)でフツル民俗芸術博物館、マリウポリ'アートギャラリー、キロヴォグラド(ウクライナ語: Кіровоград)美術館、 セヴァストポリ"アートギャラリー（クリミア半島）、シンフェロポリ美術館（クリミア半島）とキエフのイワン・ホンチャル博物館、アートギャラリー、プライベートコレクションでは：米国、カナダ、アルゼンチン、日本、オーストラリア、台湾、ドイツ、クロアチアで保管されている。

## ギャラリー

ハリーナ・ズブチェンコの絵画
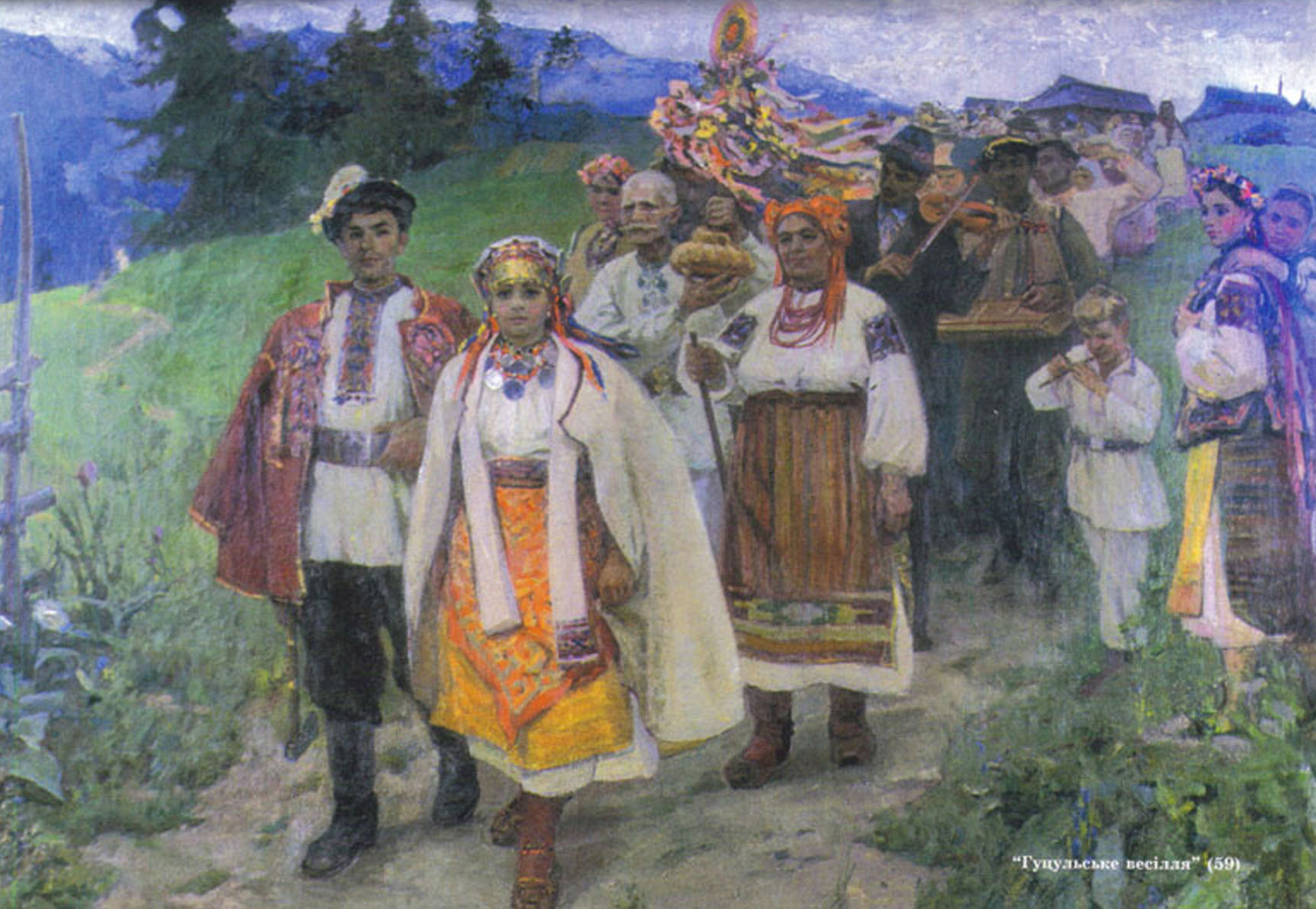
フツルの結婚式,1959. Ivan Gonchar Museum, Kiev.
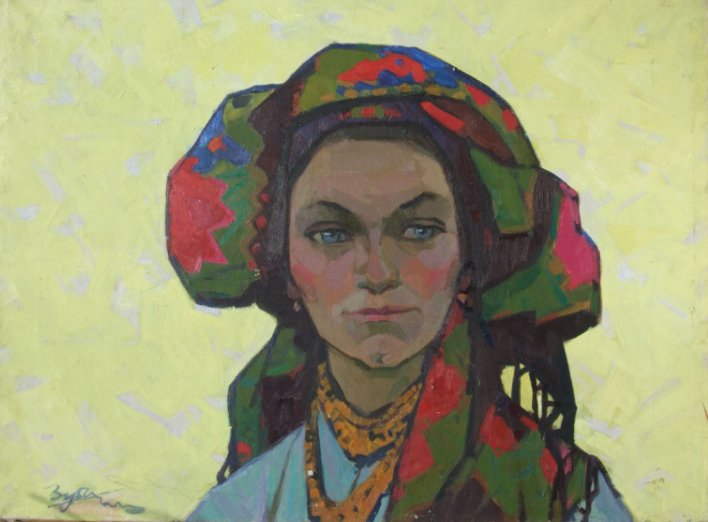
山脈の愛人, 1962.
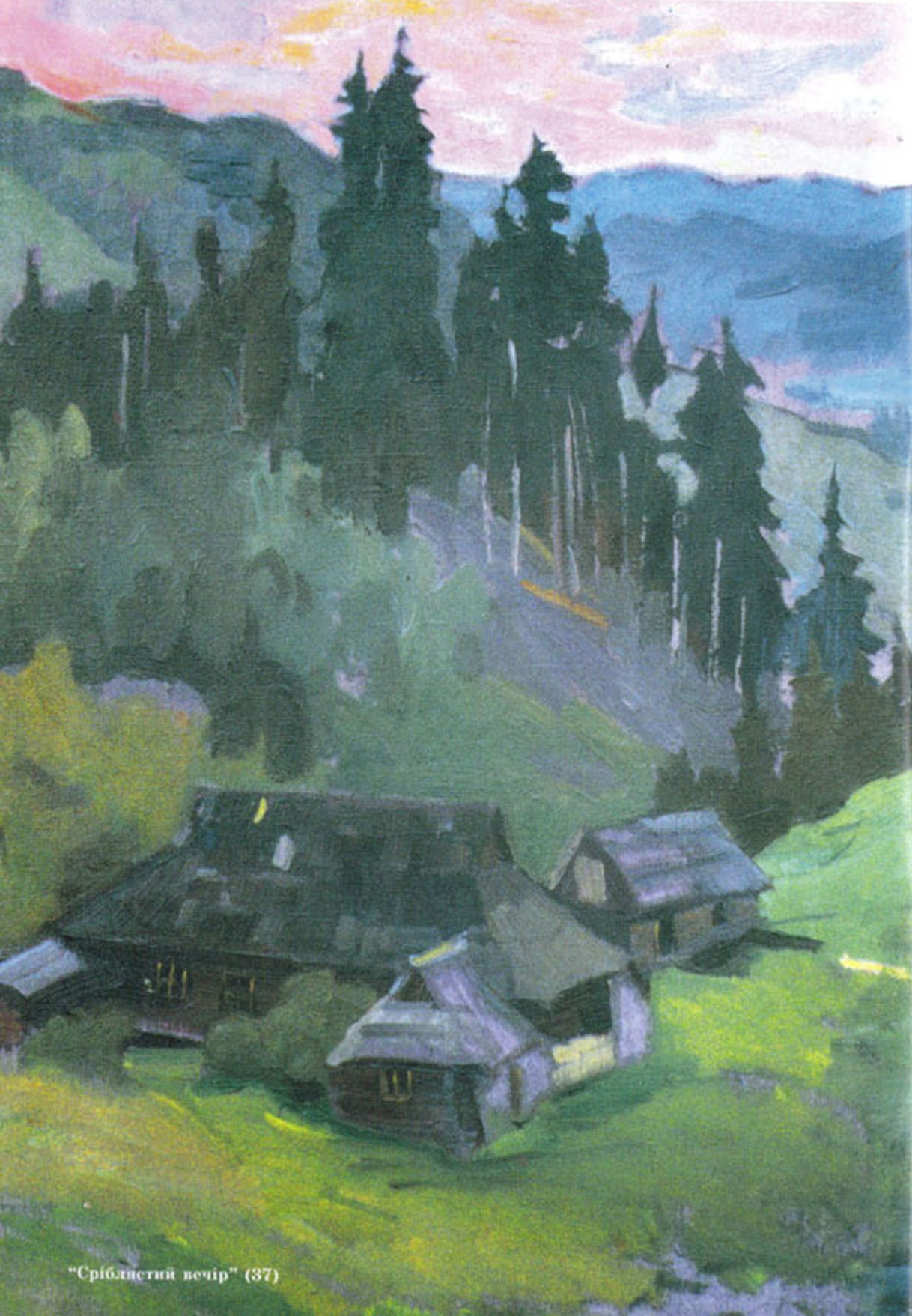
銀の夕べ, 1963. Ivan Gonchar Museum, Kiev
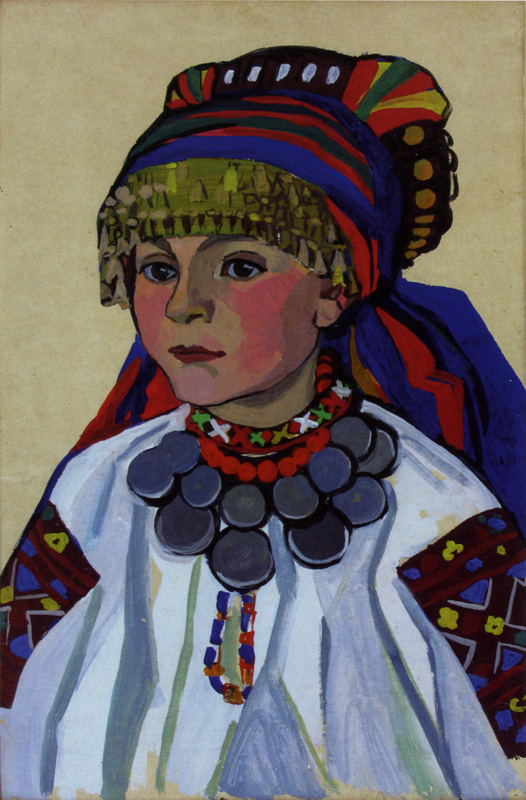
ガンヌスヤ姫, 1962